# Stazione di Arena Po
La stazione di Arena Po è una stazione ferroviaria posta lungo la linea Alessandria–Piacenza, a servizio dell'omonimo comune.

## Storia
La stazione fu attivata nel 1859, all'apertura della linea Alessandria–Piacenza.

## Strutture ed impianti
La stazione è fornita di un fabbricato viaggiatori a due piani, risalente all'epoca dell'apertura della linea.